# Oliveto Lario

Das Gemeindegebiet von Oliveto Lario in der Provinz Lecco

Oliveto Lario ist eine italienische Gemeinde (comune) mit 1171 Einwohnern (Stand 31. Dezember 2023) in der Provinz Lecco, Region Lombardei.

## Geographie
Die Streugemeinde liegt etwa 16 km nordnordwestlich der Provinzhauptstadt Lecco auf der Halbinsel, die die beiden Arme des Comer Sees trennt, zwischen Valmadrera im Süden und Bellagio im Norden. Die Gemeinde besteht aus drei Fraktionen: Limonta, Onno und Vassena. Der Gemeindesitz liegt in Vassena. Das Gemeindegebiet ist auf zwei verschiedene Diözesen aufgeteilt: Mailand und Como. Während Vassena zum Bistum Como gehört und dem römischen Ritus folgt, gehören Onno und Limonta zum Erzbistum Mailand und folgen dem ambrosianischen Ritus.
Die Nachbargemeinden sind Abbadia Lariana, Barni (CO), Bellagio (CO), Lasnigo (CO), Lierna, Magreglio (CO), Mandello del Lario, Valbrona (CO) und Varenna.

## Geschichte
Die Gemeinde Oliveto Lario wurde 1927 im Zuge der faschistischen Gemeindereform durch den Zusammenschluss der Gemeinden Limonta, Onno und Vassena gegründet. Nach dem Gesetz über die lokale Verwaltung aus dem Jahr 1926 wurde die Gemeinde von einem Podestà verwaltet. 1992 wurde die bis dahin zur Provinz Como gehörende Gemeinde der Provinz Lecco angegliedert. Der Gemeindename nimmt Bezug auf den im Gemeindegebiet betriebenen Olivenanbau. Etwa 200 Doppelzentner Olivenöl werden jährlich in Oliveto Lario produziert.

## Bevölkerungsentwicklung
| Bevölkerungsentwicklung | Bevölkerungsentwicklung | Bevölkerungsentwicklung | Bevölkerungsentwicklung | Bevölkerungsentwicklung | Bevölkerungsentwicklung | Bevölkerungsentwicklung | Bevölkerungsentwicklung | Bevölkerungsentwicklung | Bevölkerungsentwicklung | Bevölkerungsentwicklung | Bevölkerungsentwicklung | Bevölkerungsentwicklung | Bevölkerungsentwicklung |
| ----------------------- | ----------------------- | ----------------------- | ----------------------- | ----------------------- | ----------------------- | ----------------------- | ----------------------- | ----------------------- | ----------------------- | ----------------------- | ----------------------- | ----------------------- | ----------------------- |
| Jahr                    | 1861                    | 1871                    | 1881                    | 1911                    | 1931                    | 1951                    | 1961                    | 1971                    | 1981                    | 1991                    | 2001                    | 2011                    | 2021                    |
| Einwohner               | 1193                    | 1304                    | 1225                    | 1233                    | 1203                    | 1196                    | 1119                    | 991                     | 965                     | 1011                    | 1111                    | 1192                    | 1199                    |
| Quelle: ISTAT           |                         |                         |                         |                         |                         |                         |                         |                         |                         |                         |                         |                         |                         |

## Sehenswürdigkeiten
In Limonta:
- Kirche Santi Ambrogio e Bernardo (14.–17. Jahrhundert).[4]
- Heiligtum der Madonna del Moletto (17. Jahrhundert).[5]

In anderen Orten:
- Kirche Santi Nazario e Celso im Vassena[6]
- Kirche Sant’Anna (11.–16. Jahrhundert) in Onno mit Fresken.[7]
- Kirche San Pietro Martire (18. Jahrhundert) in Onno.[8]
- Casa dei Disciplini.[9]
- Casa del Lupo.
- Villa La Dorda (1937) in Vassena.[10]
- Villa La Quiete (1925) in Onno.[11]

## Gemeindepartnerschaften
- Friedberg,  (Hessen), seit 2009[12]

## Persönlichkeiten
- Armido Torri (1938–2022), Ruderer

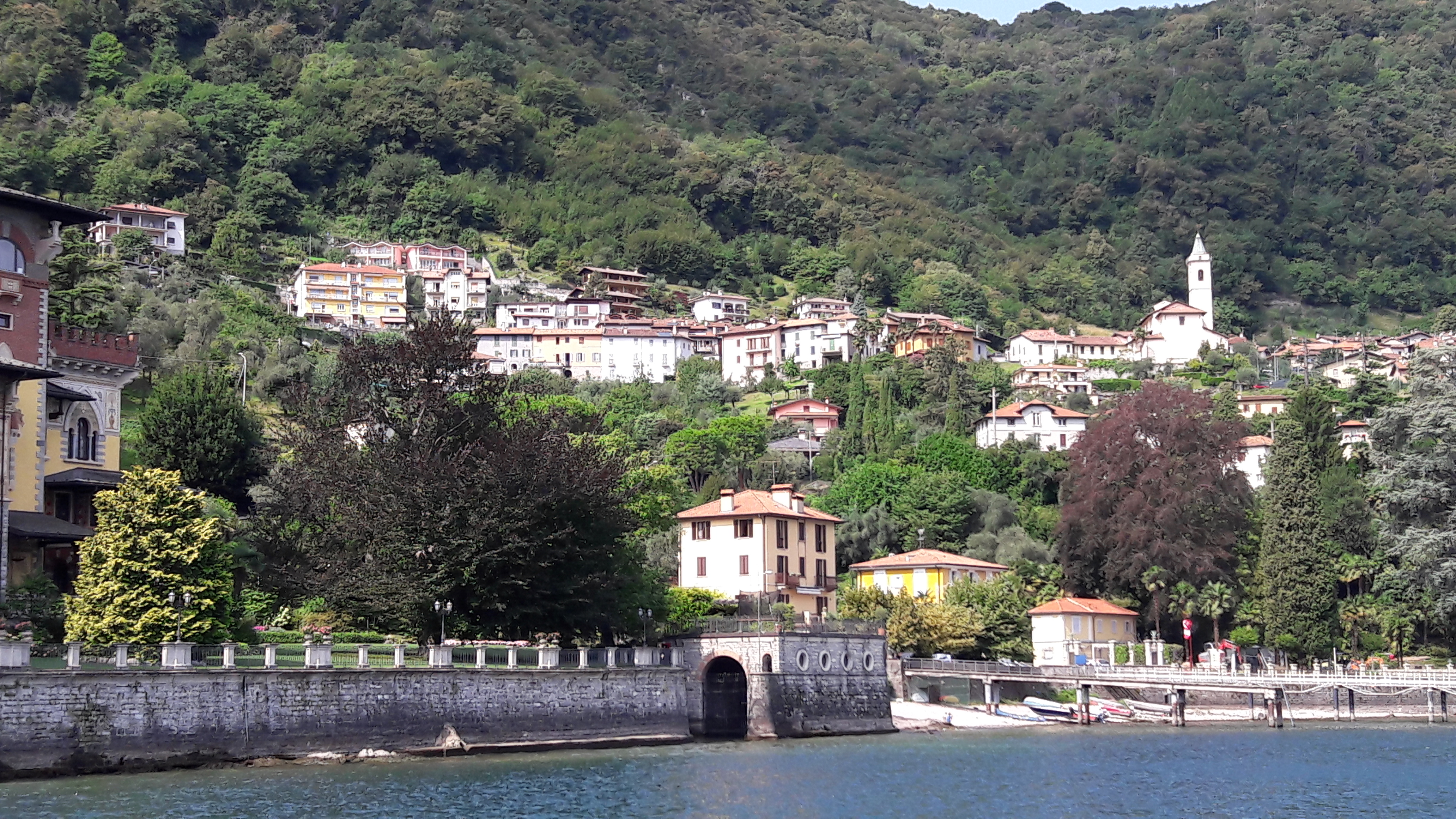
Limonta
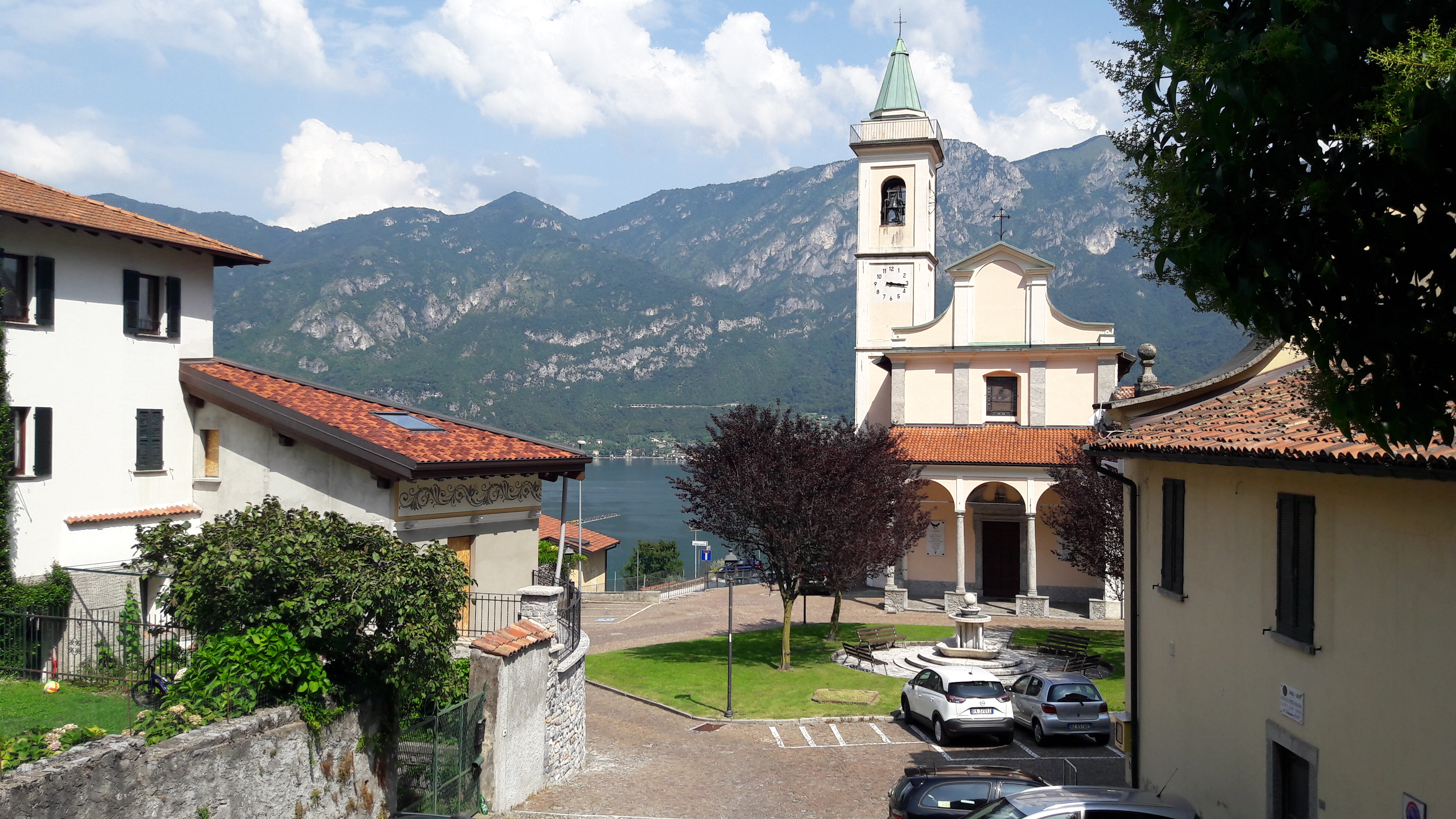
Kirche Santi Ambrogio e Bernardo in Limonta
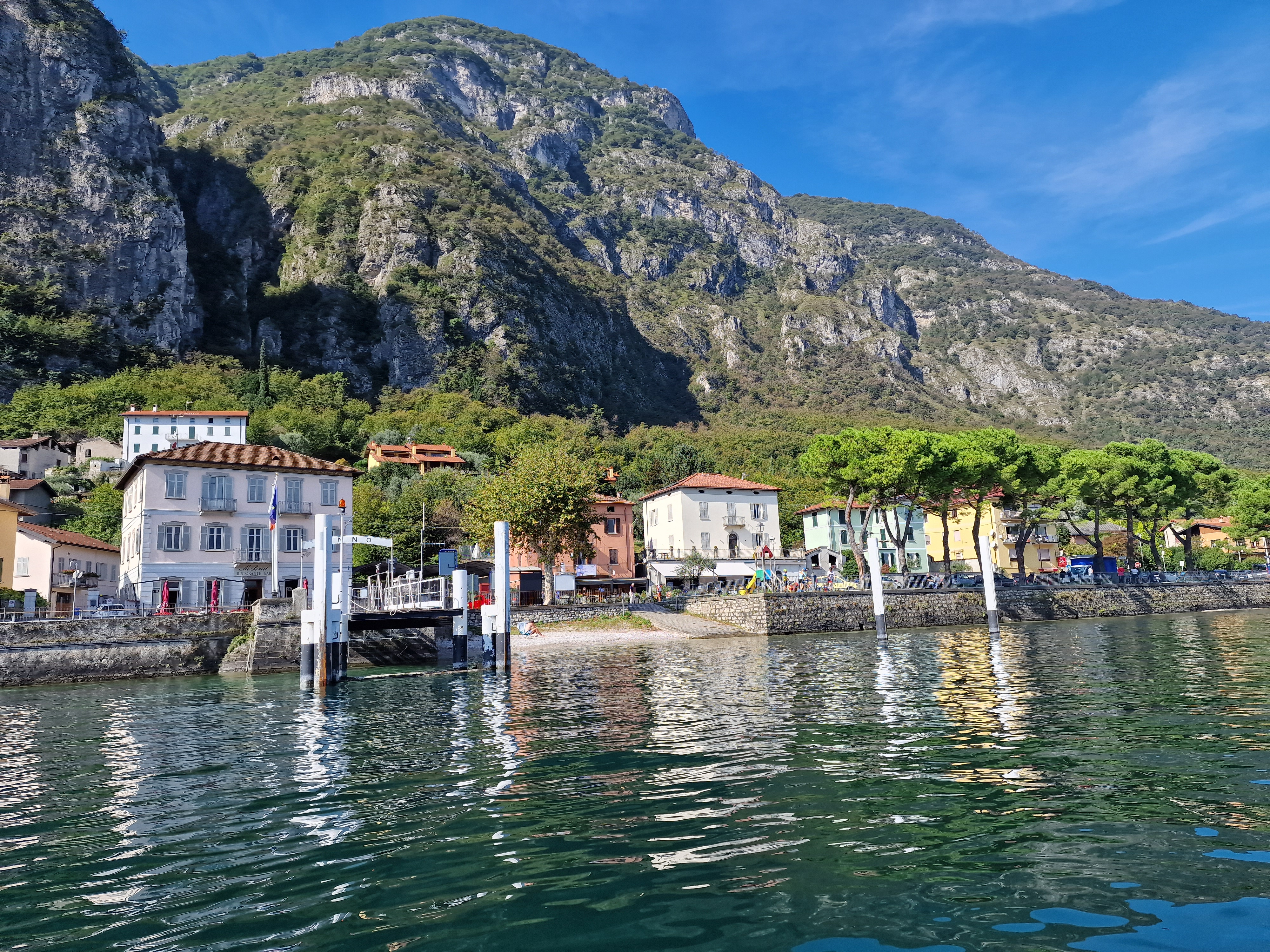
Onno
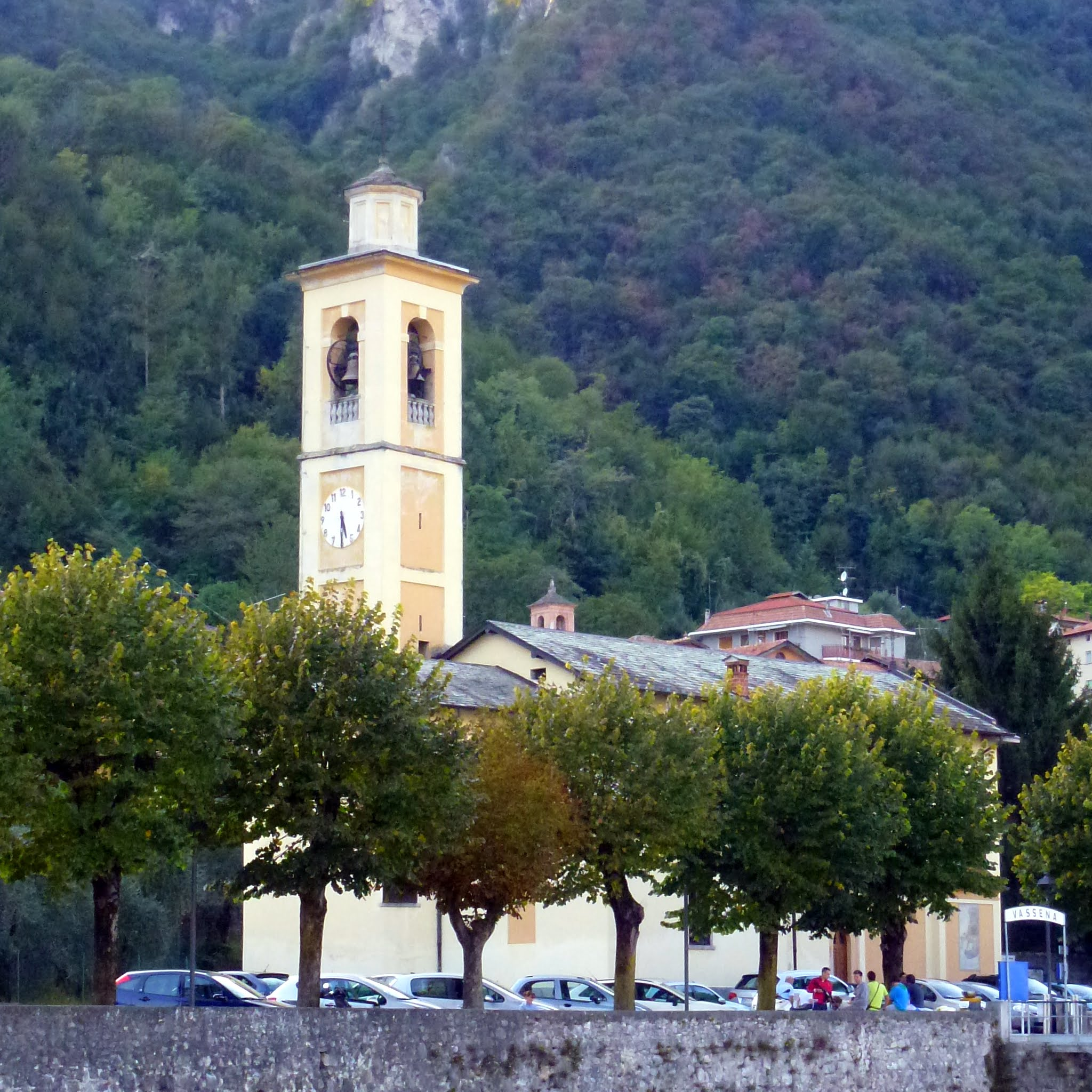
Pfarrkirche Santi Nazario e Celso in Vassena